# Stethojulis trilineata
Stethojulis trilineata là một loài cá biển thuộc chi Stethojulis trong họ Cá bàng chài. Loài này được mô tả lần đầu tiên vào năm 1801.

## Từ nguyên
Từ định danh của loài trong tiếng Latinh có nghĩa là "có ba dải sọc" (tri: "số ba" + lineata: "dải sọc"), hàm ý đề cập đến ba dải sọc không đứt đoạn màu xanh lam sáng ở cá đực.

## Phạm vi phân bố và môi trường sống
S. trilineata có phạm vi phân bố tập trung ở Ấn Độ Dương - Thái Bình Dương. Loài này được ghi nhận tại Maldives và từ biển Andaman trải rộng trên hầu hết vùng biển các nước Đông Nam Á; phạm vi phía bắc giới hạn đến quần đảo Tokara (Nhật Bản); phía đông trải dài đến một vài quần đảo, đảo quốc thuộc châu Đại Dương: Papua New Guinea, quần đảo Solomon, Liên bang Micronesia, Palau, Fiji, Tonga, Vanuatu, Wallis và Futuna, Nouvelle-Calédonie; phía nam dọc theo bờ đông của Úc trải dài đến đảo Montague.
Loài này sống gần các rạn san hô ở độ sâu đến 20 m.

## Mô tả
S. trilineata có chiều dài cơ thể tối đa được ghi nhận là 15 cm. Chúng là một loài dị hình giới tính và lưỡng tính tiền nữ.
Cá cái có màu hơi xanh lục đến xám nâu và có nhiều chấm trắng ở thân trên và một đốm đen ở gốc vây đuôi. Khác với cá cái Stethojulis bandanensis, S. trilineata có các sọc ngang sáng màu và không có vệt màu vàng ở mõm. Cá đực có 4 dải sọc màu xanh lam sáng: ngoại trừ sọc trên mõm băng xuống dưới mắt chỉ kéo dài đến qua gốc vây ngực, cả 3 dải còn lại kéo dài đến cuối thân, là đặc điểm giúp phân biệt loài này với các loài Stethojulis đực có cùng phạm vi.
Số gai ở vây lưng: 9; Số tia vây ở vây lưng: 11; Số gai ở vây hậu môn: 3; Số tia vây ở vây hậu môn: 11; Số tia vây ở vây ngực: 14–15; Số gai ở vây bụng: 1; Số tia vây ở vây bụng: 5.

## Sinh thái học
Thức ăn của S. trilineata là các loài thủy sinh không xương sống nhỏ, chủ yếu là các động vật giáp xác. Loài này thường bơi thành từng nhóm nhỏ, và cũng có thể sống đơn độc hoặc theo cặp.
Loài này được đánh bắt trong ngành thương mại cá cảnh.